# هانز فولفغانغ مولر
هانز فولفغانغ مولر (16 أغسطس 1907، ماغديبورغ - 6 فبراير 1991، توتزينج) كان عالم مصريات ألماني. شغل من عام 1958 إلى 1974 كرسي علم المصريات في جامعة لودفيغ ماكسيميليان في ميونخ وأدار المجموعة الحكومية للفنون المصرية في ميونخ.

## الحياة
بعد الحصول على شهادة الثانوية العامة في ماغديبورغ، التحق هانز ولفغانغ مولر في عام 1926 لدراسة القانون في جامعة غوتنغن، لكنه انتقل في نفس العام لدراسة علم الآثار الكلاسيكي وتاريخ الفن وعلم المصريات؛ درس لدى هيرمان كيس. من 1928 إلى 1930 درس لدى فيلهلم شبيغلبرغ في ميونخ ومن 1930 إلى 1931 لدى كورت زيته في برلين. من 1930 إلى 1937 عمل في متحف برلين المصري كمساعد علمي. للحصول على الدكتوراه عام 1932، عاد إلى ميونخ إلى المعهد الذي يديره الآن ألكسندر شارف. في عام 1933/34 حصل على منحة السفر من المعهد الأثري الألماني. في عام 1937 رافق بعثة للمؤرخ الفني من ماربورغ ريتشارد هامان إلى مصر والنوبة. أدار حفريات في الجبل المصري قُبَّة الهوا، التي وثقها ونشرها. اهتم كثيرًا بالتوثيق الفوتوغرافي للآثار المصرية. بسبب نقص الشعور النازي القومي وبسبب أصل زوجته، تم فصله دون إشعار في عام 1937. خلال الحرب، خدم كمترجم في شمال أفريقيا، إيطاليا والمجر.
بعد نهاية الحرب، حصل على التأهيل في ميونخ عام 1946 وكان بعد ذلك حتى عام 1952 محاضر خاص. منذ عام 1952 شغل منصب أستاذ استثنائي في جامعة ميونخ وأخيراً في عام 1958 تولى كرسي علم المصريات من هانز ستوك. بذلك أصبح أيضًا مديرًا مساعدًا لمجموعة الفنون المصرية الحكومية، التي جعلها تُسجل بشكل منهجي، ووسعها وعرضها في معارض جديدة (منذ عام 1970 في مؤسسة ميونخ). نظم مولر معارض 5000 عام من الفن المصري (1960-1961) ونفرتيتي-إخناتون (1976-1977). عمل منذ عام 1961 كمحرر في أبحاث المصريات وأسس في عام 1962 دراسات ميونخ للمصريات. زار مصر مرة أخرى في عام 1966.
تم تقاعده في عام 1974، وفي العام التالي سلم إدارة المتحف إلى ديتريش ويلدونغ، الذي أصبح أول مدير بدوام كامل لمجموعة الفنون المصرية الحكومية. بعد ذلك، بادر مولر بحفريات ميونخ في منشأة أبو عمر، التي بدأت في عام 1977. كان مولر عضوًا في لجنة المعهد الأثري الألماني وعضوًا في الأكاديمية البافارية؛ وكان مستشارًا لمتحف المتروبوليتان للفنون في نيويورك. كان اهتمامه الرئيسي بتاريخ الفن المصري وقد أنشأ مجموعة كبيرة من الصور الفوتوغرافية، التي اشترتها مكتبة جامعة هايدلبرغ في عام 1986. بشكل إجمالي، كتب أكثر من 90 مؤلفًا حول الفن المصري القديم، وترك أرشيف صور شامل.

## مؤلفات (مختارات)
- Die Totendenksteine des Mittleren Reiches, ihre Genesis, ihre Darstellungen und ihre Komposition (نصب الموتى التذكارية في الدولة الوسطى، أصلها، تمثيلاتها وتكوينها). في: Mitteilungen des Deutschen Instituts für Ägyptische Altertumskunde in Kairo (نشرة المعهد الألماني لعلوم الآثار المصرية في القاهرة)، المجلد 4، 1933، ص. 165-206، (أيضًا: ميونخ، جامعة، رسالة دكتوراه، بتاريخ 3 أغسطس 1933).
- Die Felsengräber der Fürsten von Elephantine. Aus der Zeit des Mittleren Reiches (مقابر أمراء أسوان الصخرية. من عصر الدولة الوسطى) (= Ägyptologische Forschungen (أبحاث مصرية قديمة). 9، أوغستين، غلوكسشتات وما إلى ذلك، 1940، (تم استخدامها كأطروحة تأهيل 1946).
- هانز ولفغانغ مولر، إيبرهارد تيم: Die Schätze der Pharaonen (كنوز الفراعنة). أوغسبورغ 1998 ISBN 978-3-89441-417-7؛ idem، Gold of the Pharaohs (ذهب الفراعنة). مطبعة جامعة كورنيل، 1999 ISBN 978-0-8014-3725-0؛ idem، Gold of the Pharaohs (ذهب الفراعنة). لندن 1998؛ idem، The Royal Gold of Ancient Egypt (ذهب الملكي لمصر القديمة). لندن 1998 ISBN 978-1-86064-527-3؛ idem، L’or de l’Egypte Ancienne (ذهب مصر القديمة). اختيار "Reader's Digest"، باجنيو 2000 ISBN 978-2-7098-1188-0؛ idem، Comorile faraonilor (كنوز الفراعنة). أكويلا 2000؛ idem، A fáraók aranya (ذهب الفراعنة). بودابست 2000 ISBN 978-963-590-138-8؛ idem، El oro de los faraones (ذهب الفراعنة). Editorial Libsa، ألكوبنداس، مدريد 2001 ISBN 978-84-662-0128-5.

## الأدب
- ألفريد غريم (1997), "Müller, Hans Wolfgang", Neue Deutsche Biographie (NDB) (بالألمانية), Berlin: Duncker & Humblot, vol. 18, pp. 401–403{{استشهاد}}:  صيانة الاستشهاد: postscript (link) صيانة الاستشهاد: ref duplicates default (link)

 (full text online)
- موريس ل. بيربريير: Who was who in Egyptology (من كان من بين علماء المصريات). الطبعة الرابعة المنقحة. جمعية استكشاف مصر. لندن 2012، ISBN 978-0-85698-207-1، ص. 390-391.

## الروابط الخارجية
- نصوص عن هانز فولفغانغ مولر في فهرس مكتبة ألمانيا الوطنية
- أرشيف الصور H.W. Müller في مكتبة جامعة هايدلبرغ
- سيرة ذاتية قصيرة مع صورة في قاموس السيرة الذاتية لماغديبورغ
- المخلفات موجودة في مكتبة ولاية بافاريا